# Р-36орб
Р-36 ОРБ (індекс ГРАУ — 8К69; позначення МО США і НАТО — SS-9 Mod 3 Scarp, в перекладі — Укіс) — радянський стратегічний ракетний комплекс, оснащений балістичними ракетами з орбітальною головною частиною. Прототип двоступінчастої ракети-носія легкого класу для виведення космічних апаратів на низькі навколоземні орбіти «Циклон».

## Історія
Розробка стратегічного ракетного комплексу Р-36 з орбітальної ракетою 8К69 була розпочата 16 квітня 1962 року в КБ «Південне», Головний конструктор М. К. Янгель. Така ракета забезпечує деякі переваги перед МБР:
- Необмежену дальність польоту, що дозволяє вражати цілі, недосяжні для балістичних міжконтинентальних ракет.
- Можливість ураження однієї і тієї ж цілі з протилежних напрямків, що змушує супротивника створювати протиракетну оборону як мінімум з двох напрямків. При цьому вартість такої оборони значно зростає.
- Скорочення часу польоту орбітальної головної частини в порівнянні з часом польоту головної частини МБР при пуску орбітальної ракети по найкоротшому напрямку.
- Неможливість прогнозування району падіння бойового заряду під час перебування на орбітальній ділянці польоту.

Склад ракетного комплексу і конструкція ракети багато в чому аналогічні базовій Р-36. Ракета двоступенева з тандемним розташуванням ступенів. Оснащена рідинними ракетними двигунами, що використовують як паливо НДМГ+АТ (несиметричний диметилгідразин + тетраоксид діазота). Ракета зберігається в заправленому вигляді, ампулізована. Шахтна пускова установка (ШПУ) і командний пункт (КП) захищені від дії вражаючих факторів ядерного вибуху. Старт ракети — газодинамічний, з запуском рухової установки ракети в ШПУ.
Основна відмінність від базової ракети полягає в застосуванні орбітальною головною частини (ОГЧ) з гальмівною руховою установкою (ГРУ), системою управління, бойовим блоком (ББ) з зарядом потужністю 2,3 Мт і системою радіотехнічної захисту ОГЧ. Система управління, орієнтації і стабілізації ОГЧ — автономна інерціальна. Вона доповнена радіовисотоміром, який контролює висоту орбіти двічі — на початку орбітального ділянки і перед подачею гальмівного імпульсу. Гальмівна ступінь призначена для забезпечення спуску ОГЧ з орбіти. Вона оснащена власною руховою установкою, автоматом стабілізації і автоматом управління дальністю, що видає команду на вимикання ГРУ.
Під час льотно-конструкторських випробувань було випробувано 19 ракет, з них 4 пуски були аварійними. У сімнадцятому пуску було здійснено порятунок головної частини за допомогою парашутної системи. Льотні випробування ракети були завершені 20 травня 1968 року, а прийнятий на озброєння ракетний комплекс був 19 листопада 1968 року. Три полки з 18 пусковими установками для орбітальних ракет 8К69 заступили на бойове чергування в 1969 році на науково-дослідному полігоні № 5 Міністерства оборони СРСР (нині космодром Байконур).
З бойового чергування орбітальні ракети 8К69 було знято в січні 1983 року в зв'язку з укладенням Договору про обмеження стратегічних озброєнь (ОСО-2), полки розформовані. У цьому договорі було введено обмеження на розміщення ядерної зброї в космосі.
Пізніше на базі ракети 8К69 було створено сімейство ракет-носіїв «Циклон» .